# Lucé-sous-Ballon
Lucé-sous-Ballon là một xã thuộc tỉnh Sarthe trong vùng Pays-de-la-Loire tây bắc nước Pháp. Xã này có diện tích 6,78 km2, dân số năm 2006 là 99 người.